# Lotärnarna (norra)
Lotärnarna (norra) är den övre av två mycket små sjöar i Askersunds kommun i Närke, belägna omkring 350 meter ifrån varandra. De ingår i Motala ströms huvudavrinningsområde. Sjöns area är 0,0075 kvadratkilometer och den befinner sig 152 meter över havet. Den andra är Lotärnarna (södra).